# Kauwberg
Le Kauwberg est un espace vert semi-naturel ucclois (Bruxelles, Belgique), comprenant une ancienne carrière de sable, des prairies, des bois et des marais.

## Histoire
Faisant anciennement partie de la forêt de Soignes, l'endroit a été déboisé au XIXe siècle pour y créer des pâturages et des carrières de sable et de limon destiné à la fabrication de briques. Plusieurs projets d'urbanisation entre les années 1970 et 1990 (autoroute, résidences, golf) ont échoué tandis qu'une partie des anciennes prairies s'est reforestée naturellement. Plusieurs prairies continuaient à accueillir du bétail et des chevaux tandis que des jardins potagers et quelques maisons se trouvent en périphérie.
La ligne ferroviaire 26, de Schaerbeek à Hal, traverse le bas du site et a donné lieu à de nombreux terrassements. Sur ses hauteurs, l'avenue Dolez sépare l'essentiel du Kauwberg de plusieurs collines boisées constituées de sable et de déblais.
En 1994, grâce notamment aux efforts de l'association SOS Kauwberg, 22 hectares furent classés sur les 54 que compte le site. En 2001, la totalité du site est affecté en espace vert au PRAS. Il offre en effet une multitude de biotopes ainsi que des vestiges d'anciens chemins très anciens.
Aujourd'hui, le Kauwberg fait également partie du réseau Natura 2000 et les diverses parcelles ont été rachetées à leurs propriétaires respectifs.
Le site n'étant plus entretenu dans son ensemble, la croissance des arbres menaçait de dénaturer des biotopes intéressants (marais et ancienne carrière de sable). À partir de 2020, des arbres morts ou dangereux sont abattus, plusieurs chemins réaménagés, des ruines détruites et le marais de la rivière Geleytsbeek remis à ciel ouvert avec création d'un ponton d'observation.

## Galerie

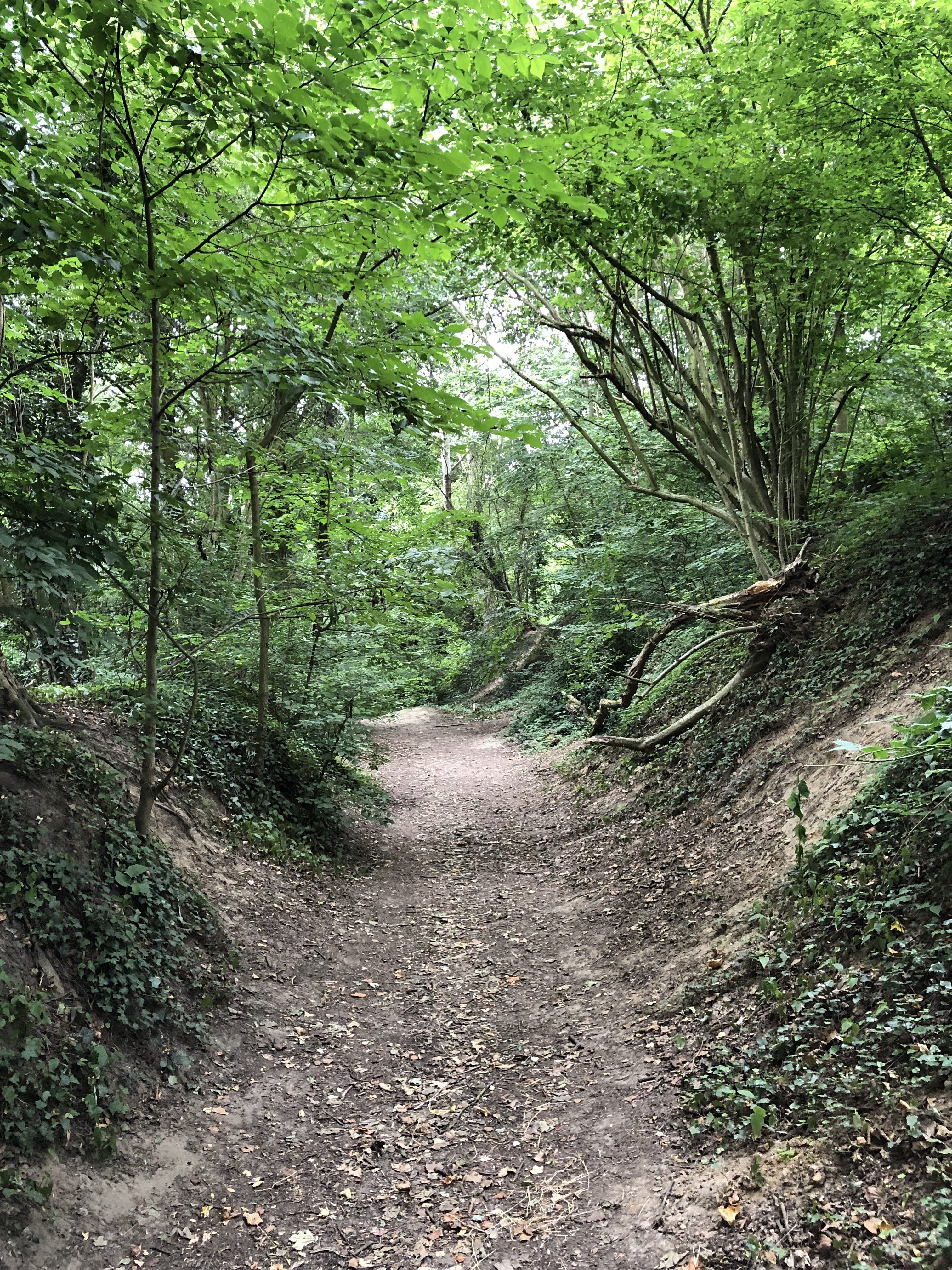
Chemin creux au Kauwberg